# Pedicularis praeruptorum
Pedicularis praeruptorum är en snyltrotsväxtart som beskrevs av Bonati. Pedicularis praeruptorum ingår i släktet spiror, och familjen snyltrotsväxter. Inga underarter finns listade i Catalogue of Life.